# Ambelania parviflora
Ambelania parviflora là một loài thực vật có hoa trong họ La bố ma. Loài này được Markgr. mô tả khoa học đầu tiên năm 1983.